# Dysdera karabachica
Dysdera karabachica là một loài nhện trong họ Dysderidae.
Loài này thuộc chi Dysdera. Dysdera karabachica được miêu tả năm 1990 bởi Dunin.